# 圣费利切宫
圣费利切宫（義大利語：Palazzo San Felice）是一座洛可可或晚期巴洛克风格的宫殿，位于那不勒斯安康区（Sanità）安康街167号。以费迪南多·圣费利切设计的精巧双楼梯闻名。

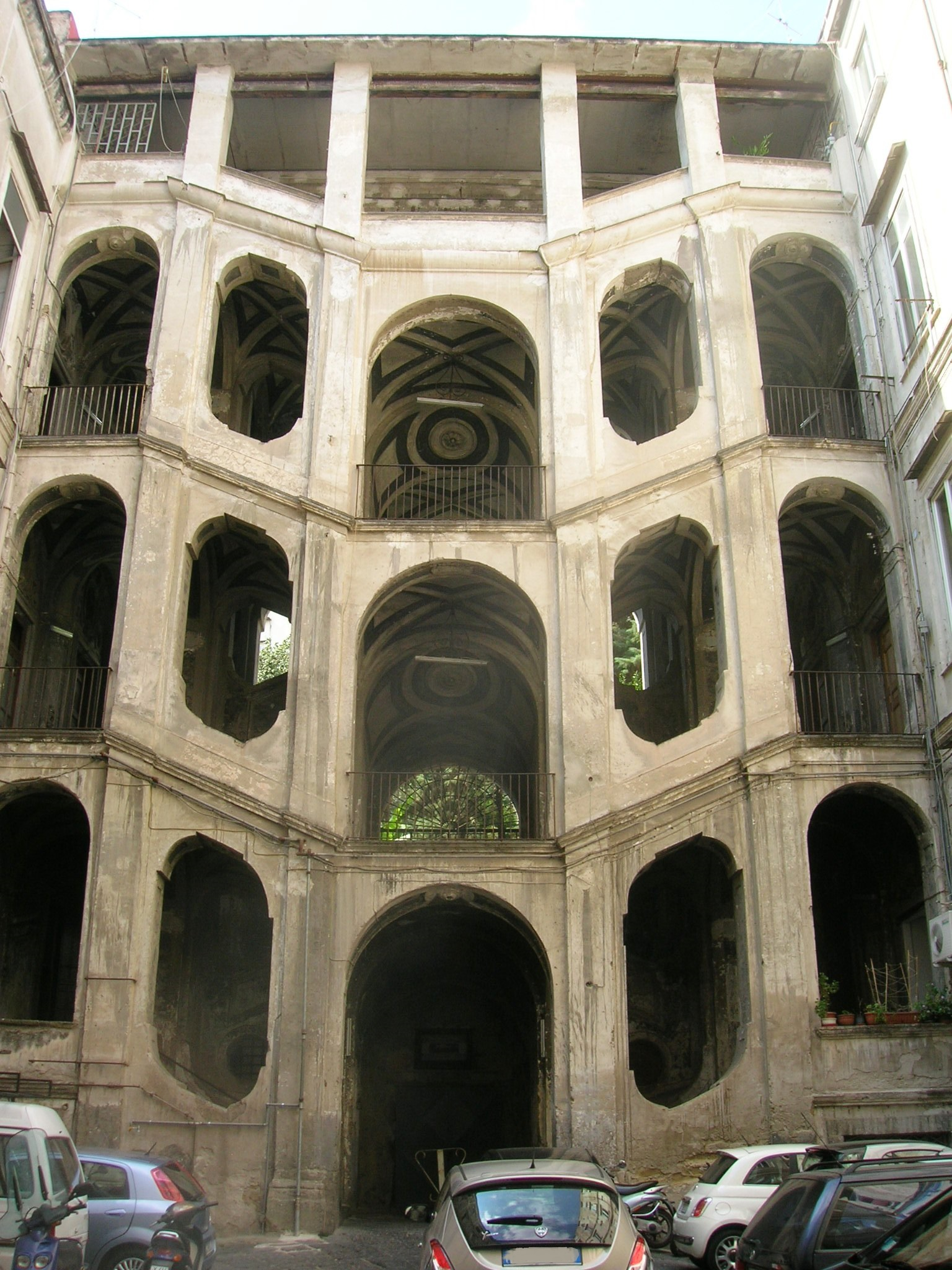
庭院楼梯

## 历史

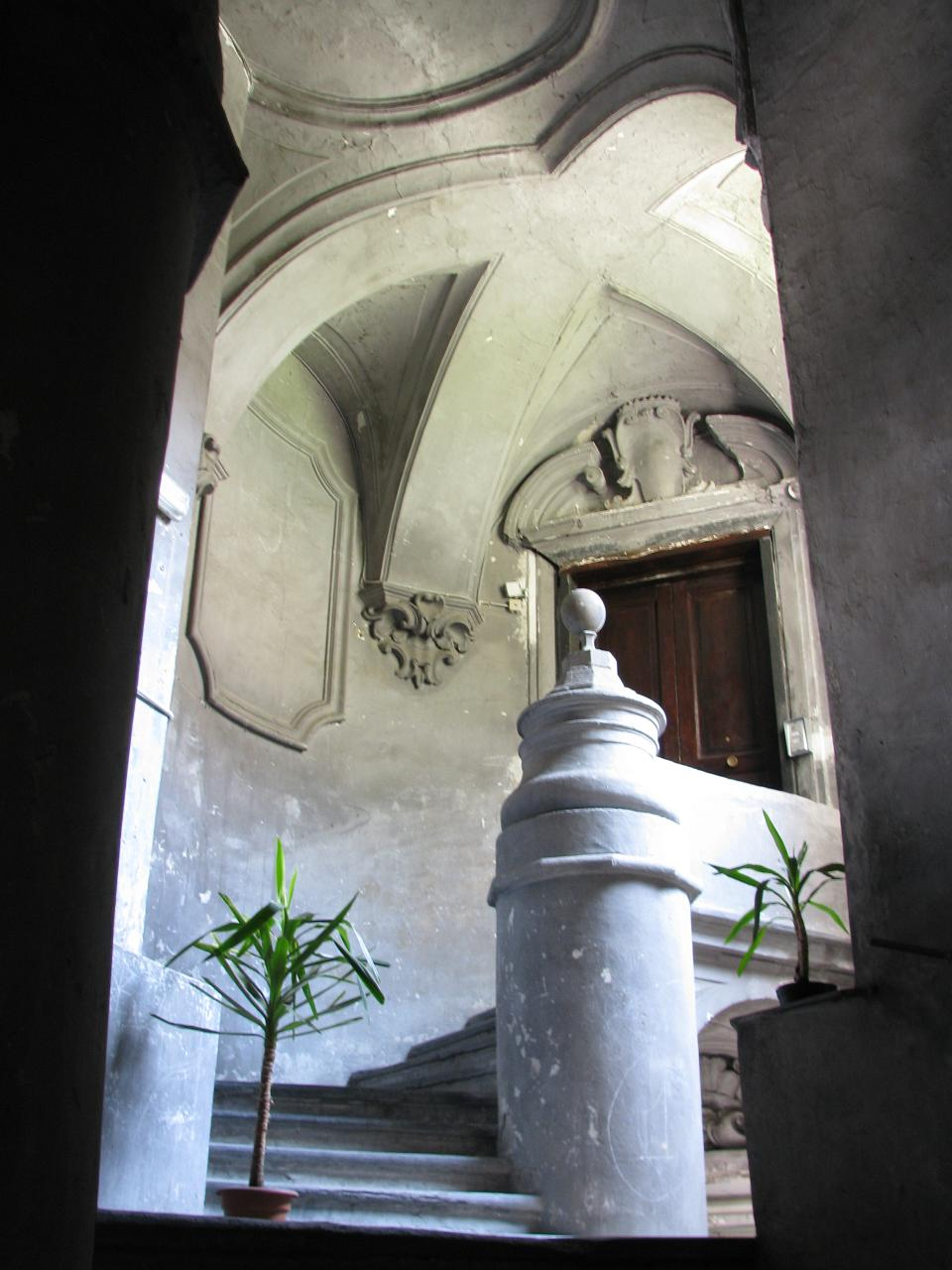
内部楼梯

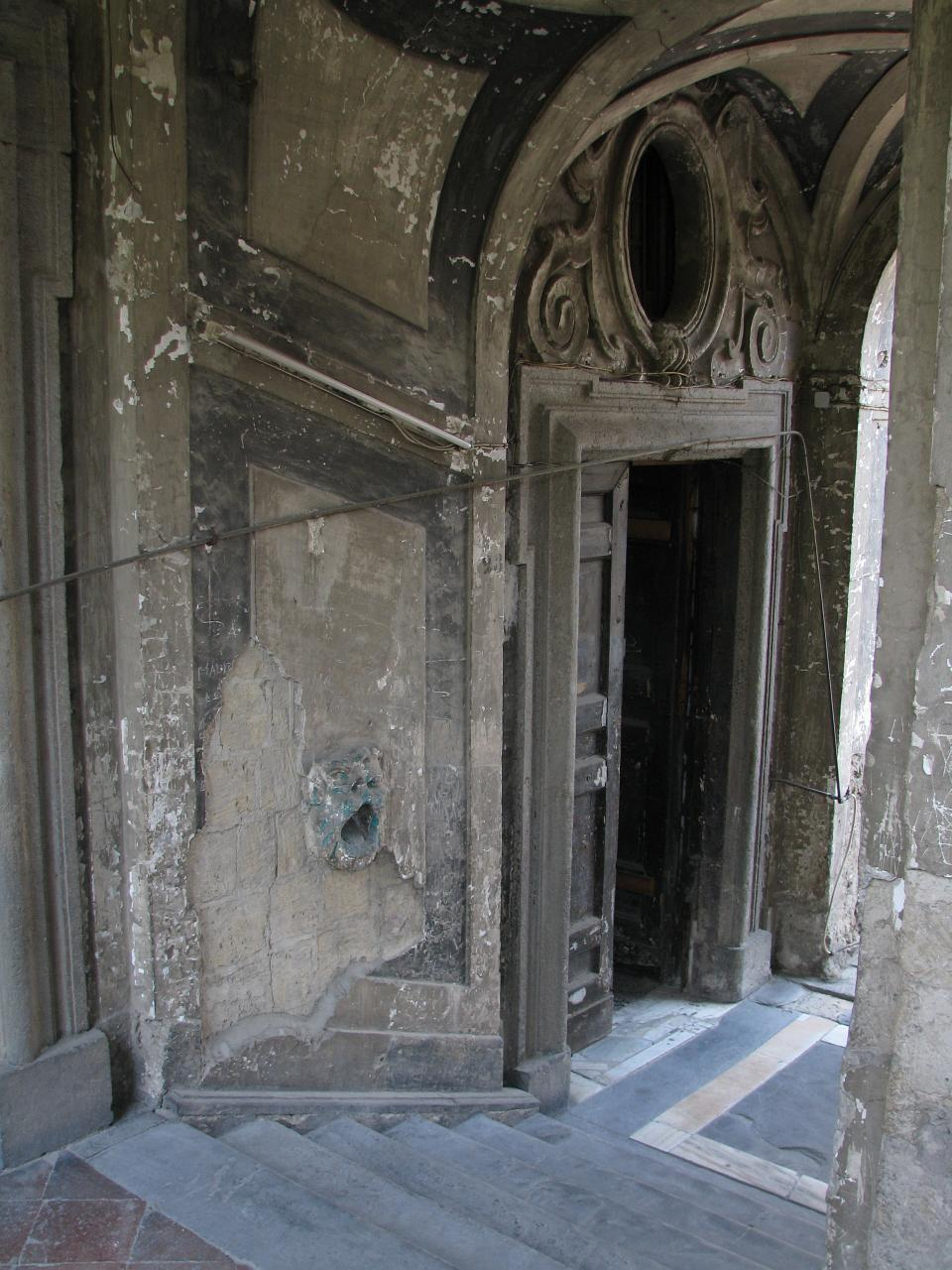
内部装饰

圣费利切宫建于1724-1726年，建筑师费迪南多·圣费利切。入口有圣费利切家族的两个海妖标志。虽然外立面很不起眼，但是内院却有精巧的双楼梯。室内原有Solimena的壁画，现已不存在。目前该建筑为普通住宅，因疏于维护而破败不堪。
附近的西班牙宫是同一位建筑师的作品，有类似的楼梯。
40°51′27″N 14°15′05″E / 40.857580°N 14.251400°E